# Évolution territoriale de la Grèce
Cet article est une chronologie de l'évolution territoriale de la Grèce, listant les modifications de la géographie politique de ce pays.

## Chronologie

### Formation

L'expansion territoriale de la Grèce (1832–1947).

La plupart des territoires actuellement situées en Grèce font partie de l'Empire ottoman depuis le milieu du XVe siècle. Certaines régions comme les îles Ioniennes ou le Magne ne sont toutefois jamais administrées directement par les Ottomans.
mars 1821début d'une révolte contre l'Empire ottoman, conduisant à la Guerre d'indépendance grecque.
7 mai 1832Traité de Constantinople : la Grèce devient un royaume indépendant d'environ 47 000 km2, dont une ligne Arta-Volos constitue la frontière nord. L'Empire ottoman est indemnisé à hauteur de 40 000 000 de piastres pour la perte du territoire.
30 août 1832Traité de Londres, confirmant les frontières du Royaume et établissant le prince Othon de Bavière à sa tête.
2 mai 1864Le Royaume-Uni transfère le contrôle de la République des Îles Ioniennes à la Grèce, afin de soutenir la popularité du nouveau roi Georges Ier.
4 décembre 1897Traité de Constantinople, mettant fin à la guerre gréco-turque. La Crète devient un État autonome.
1881à la suite du traité de Berlin de 1878, la Grèce aménage sa frontière vers le nord, intégrant une partie de la Thessalie et de l'Épire.
10 août 1913Traité de Bucarest, mettant fin à la Deuxième Guerre balkanique. La Grèce occupe le sud de l'Épire, la moitié sud de la Macédoine, la Crète et une grande partie des îles de la mer Égée (à l'exception du Dodécanèse italien, occupé par l'Italie depuis la guerre italo-turque de 1911-1912). Avec le traité d'Athènes réglant la situation des iles de l'Egée signé le 14 novembre 1913, . Sa superficie augmenta de 70 %, passant de 64 786 km2 à 108 606 km2. Dans le même temps, la population passa de 2 867 200 habitants en 1910 à 4 363 000 habitants.
27 novembre 1919Traité de Neuilly : la Thrace occidentale, alors sous contrôle de la Bulgarie, est attribuée à la Grèce.
10 août 1920Traité de Sèvres, attribuant à la Grèce Smyrne et sa région dans l'ouest de l'Anatolie, la Thrace orientale (dont Andrinople et Gallipoli) et les îles d'Imbros et Ténédos. Le traité n'est jamais ratifié par l'ensemble de ses signataires et, provoquant en Turquie un sursaut national autour de Mustafa Kemal, aboutit à la chute de l'Empire ottoman, à la proclamation de la République turque et à la négociation d'un nouveau traité plus avantageux pour celle-ci.
24 juillet 1923Traité de Lausanne : révision et annulation du traité de Sèvres, mettant en place un échange de populations entre la Grèce et la Turquie. Un million et demi de chrétiens d'Anatolie et de Thrace orientale doivent gagner la Grèce tandis que 500 000 musulmans de Macédoine et d'Épire doivent quitter la Grèce et s'installer en Turquie.

### Seconde Guerre mondiale

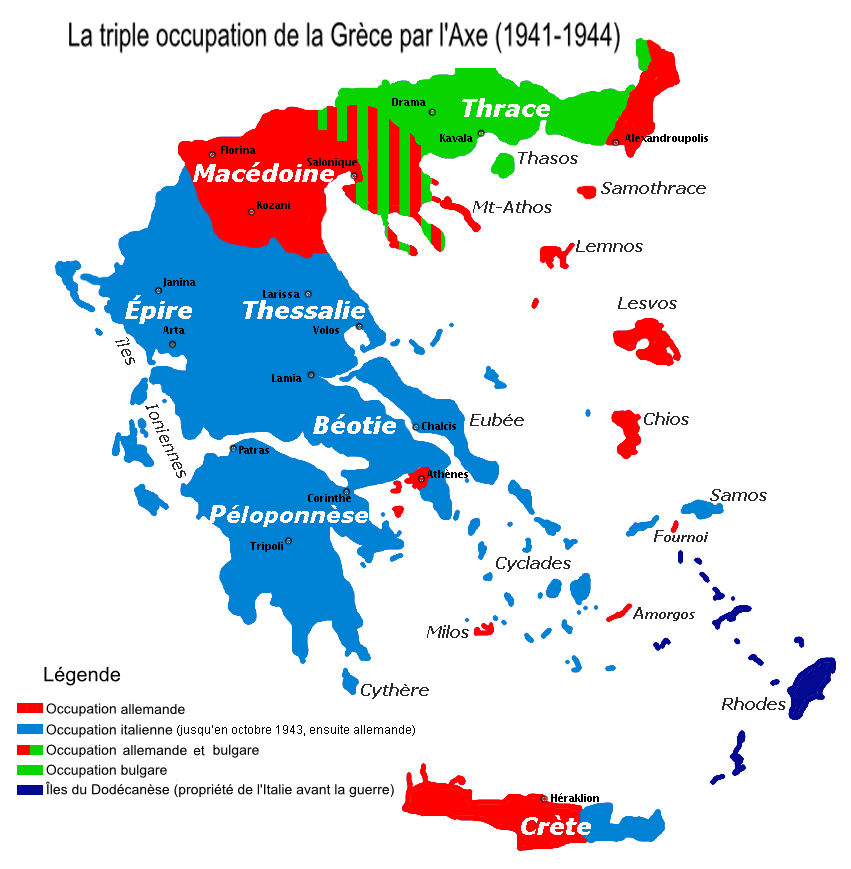
Occupation tripartie de la Grèce entre 1941 et 1945.

28 octobre 1940Invasion italienne et début de la Guerre italo-grecque.
6 avril 1941Invasion allemande et début de la bataille de Grèce
28 avril 1941Capitulation grecque. Le pays est occupé et la Grèce est divisée en trois zones d'occupation entre l'Allemagne, la Bulgarie et l'Italie.
Fin octobre 1944Évacuation allemande de la Grèce continentale. Dans certaines quelques îles comme en Crète, les garnisons allemandes restent présentes jusqu'en mai-juin 1945.
10 février 1947Traité de Paris : l'Italie transfère le Dodécanèse à la Grèce. Le pays atteint alors son étendue actuelle de 131 957 km2.